# 神戸運輸監理部
神戸運輸監理部（こうべうんゆかんりぶ）は、国土交通省の地方支分部局である運輸・交通に関する業務を担当する地方運輸局の分掌機関。兵庫県神戸市に所在する。

## 概要
2002年（平成14年）7月1日、海運支局と陸運支局を統合して運輸支局を設置する組織改編が全国的に実施された際、兵庫県においては近畿運輸局兵庫陸運支局の統合先となるべき海運支局は存在せず、地方運輸局と同等の権能を有する神戸海運監理部があったため、神戸海運監理部に近畿運輸局兵庫陸運支局を統合させて、神戸運輸監理部が発足した。
以上の経緯から、海事行政（海運・船舶・船員）においては地方運輸局と同等の行政権能を有するが、陸運行政（鉄道・自動車・観光）においては近畿運輸局の下位組織としての行政権能のみを有する。このため、陸運部門に対しては「兵庫陸運部」という独自の表現が用いられている。
姫路市に傘下の海事事務所および自動車検査登録事務所を置く。

## 本庁舎（総務企画・海事部門）
- 所在地：〒650-0042　兵庫県神戸市中央区波止場町1-1 神戸第2地方合同庁舎5F・6F
- 総務企画部	
  - 海事交通計画調整官
  - 安全防災危機管理調整官
  - 総務課
  - 人事課
  - 会計課
  - 企画課
  - 広報対策官
  - 物流施設対策官
- 海事振興部	
  - 旅客課
  - 貨物・港運課
  - 船舶産業課
  - 船員労政課
- 海上安全環境部	
  - 調整官
  - 海事保安・事故対策調整官
  - 船舶安全環境課
  - 船員労働環境・海技資格課
  - 運航労務監理官
  - 船舶検査官（海事技術専門官）
  - 船舶測度官（海事技術専門官）
  - 海技試験官
  - 外国船舶監督官

### 出先機関
姫路海事事務所
- 所在地：姫路市飾磨区須加294-1 姫路港湾合同庁舎4F
- 管轄区域：姫路市、相生市、赤穂市、たつの市、揖保郡及び赤穂郡

## 魚崎庁舎（兵庫陸運部）
ここで交付されるナンバープレートは「神戸」ナンバーになる。1964年の「神戸」「姫路」分割までは兵庫県全域を対象に「兵」ナンバーを交付していた。
- 所在地：〒658-0024 神戸市東灘区魚崎浜町34-2
- 管轄区域：兵庫県東部（神戸市・尼崎市・明石市・西宮市・洲本市・芦屋市・伊丹市・西脇市・宝塚市・三木市・川西市・小野市・三田市・丹波篠山市・丹波市・南あわじ市・淡路市・加東市・川辺郡・多可郡）
  - 兵庫陸運部	
    - 輸送部門
    - 監査部門
    - 整備部門

### 出先機関
姫路自動車検査登録事務所
ここで交付されるナンバープレートは「姫路」ナンバーになる。
- 所在地：〒672-8035 姫路市飾磨区中島福路町3322
- 管轄区域：兵庫県西部・北部（姫路市・相生市・加古川市・赤穂市・高砂市・加西市・養父市・朝来市・宍粟市・豊岡市・たつの市・加古郡・神崎郡・揖保郡・赤穂郡・佐用郡・美方郡）

## 沿革
- 1878年（明治11年）6月 神戸郵政局が西洋形船舶の検査試験事務の出張所となる。
- 1943年（昭和18年）11月 兵庫、岡山、広島、島根、鳥取の5県を管轄する運輸通信省の神戸海運局として発足。
- 1948年（昭和23年）7月 兵庫県を管轄する神戸海運局となる。
- 1985年（昭和60年）4月 地方陸運局と地方海運局が地方運輸局に統合。兵庫県の海事行政を所管する神戸海運監理部となる。兵庫県の陸運行政は他の近畿2府3県[2]とともに大阪陸運局から近畿運輸局へ移管。
- 2002年（平成14年）7月1日 神戸運輸監理部が発足。[3]